# No Woman, No Cry
"No Woman, No Cry" é uma canção reggae de Bob Marley and the Wailers. A música foi gravada em 1974 e lançada no álbum de estúdio Natty Dread. 
É a canção mais regravada e aclamada da história do reggae. A versão que se tornou mais conhecida foi gravada ao vivo em Londres e lançada no álbum Live! de 1975, tendo sido considerada a definitiva. É esta a versão incluída na compilação Legend da qual fazem parte os maiores sucessos do cantor. Esteve presente na lista das 500 melhores canções de todos os tempos da revista Rolling Stone.
A canção foi regravada por vários artistas, entre eles Rancid, NOFX, Boney M, Murder One, Joan Baez, Xavier Rudd, Jimmy Buffett, The Fugees, Sublime, Hugh Masekela e Gilberto Gil, músico e ex-ministro da cultura do Brasil. Mas apenas a banda de ska punk Spunge teve permissão da família de Marley para alterar a letra para o seu álbum Room For Abuse.
A elegância e simultaneamente simplicidade das canções de Marley, o movimento e convicção da sua voz, a alma e a resposta da sua audiência quando cantava a música ao vivo, fez de "No Woman, No Cry" uma experiência quase espiritual para muitos ouvintes, chegando a soar como um salmo.

## Autoria
Apesar de os créditos da canção serem creditados a Vincent Ford, a autoria da canção permanece controversa. Vincent Ford era amigo de infância de Bob, cinco anos mais velho do que ele, deu as primeiras lições de violão e administrava uma cozinha comunitária no gueto de Trenchtown, onde ambos cresceram. De acordo com Bob Marley, a música foi escrita por Vincent Ford em 1974, quando ambos estavam no pátio de Ford, lembrando de seu passado, das rodas de violão e dos amigos que faleceram.
Entretanto, as circunstâncias sugerem que poderia ter sido o próprio Bob, e não Vincent Ford, o autor da canção. À época, Marley e os Wailers haviam recentemente assinado um contrato com a Island Records, por intermédio de Chris Blackwell, mas Bob estava preocupado com um contrato que ele havia assinado previamente com o produtor Danny Sims, da Cayman Music, e ele não queria que suas novas canções fossem associadas à Cayman, então ele teria registrado algumas de suas canções como de sua esposa, Rita, do grupo The Wailers ou de amigos próximos, para evitar restrições de execução e complicações com o ex-produtor, além de prover uma ajuda permanente para familiares e amigos. Esta foi a alegação de Danny Sims, ao acionar judicialmente a família Marley requerendo direitos sobre a canção. A sentença, no entanto, foi pelo arquivamento do processo e rejeição do pleito de Sims. Não há evidências de que Vincent Ford não tenha escrito a canção, e ele próprio nunca afirmou não tê-la escrito. Porém, uma parte da crítica especializada ainda defende esta versão, incluindo o biógrafo de Bob Marley, Timothy White, no livro Catch a Fire: The Life of Bob Marley (Brasil: Queimando Tudo ).
Vincent Ford também é creditado como autor das canções Positive Vibration e Crazy Baldheads (com Rita Marley), lançadas no álbum de estúdio seguinte do grupo.

## Letra
A música é uma contemplação das alegrias, tristezas e complexidade da vida pobre no gueto, ao mesmo tempo em que humaniza seus moradores como pessoas com as mesmas aspirações e esperanças que qualquer um.. Descreve a vida nos jardins públicos de Trenchtown, onde Ford e Marley viveram durante a adolescência Para Cooper, a separação e a perda formam o tema primário da canção, e é destacada pela alternância "tivemos/perdemos" na passagem "good friends we have/ oh, good friends we have lost" ("bons amigos tivemos/ bons amigos perdemos").
A letra também se destaca por representar como personagem uma mulher, residente do gueto, que é consolada e motivada com empatia, sem conotação sexual. Assim como "Johnny Was", discute a condição das mulheres em contextos não-românticos, representando-as como vítimas de uma rede de pobreza e violência do gueto urbano.
É a única faixa do álbum que faz referência explícita à Jamaica, uma vez que as demais letras, ainda que permitam reconhecer o país, são escritas de maneira a permitir uma interpretação específica ou universal, simultaneamente.
| “ | Eu gosto mesmo de 'No Woman, No Cry', porque ela significa tanto para mim, tem tanto sentimento. Eu realmente a adoro. | ” |